# Parc Xiangshan
Le parc Xiangshan (en chinois simplifié : 香山公园 ; chinois traditionnel : 香山公園 ; pinyin : Xiāngshān gōngyuán ; litt. « Jardin public des collines parfumées », traduit en anglais en Fragrant Hills Park), est un jardin impérial de la dynastie Ming, situé au pied des montagnes de l'ouest (en) dans le district de Haidian, dans la partie nord-ouest de Pékin, en Chine.
Il était autrefois appelé Jardin Jingyi (静宜园 / 靜宜園, jìngyí yuán, « jardin paisible et convenable »). Initialement créé en 1186, sous la Dynastie Jin (1115-1234), il a été refait en 1441, sous la Dynastie Ming).
Il a une superficie de 1,6 km2 et se compose pour l'essentiel d'un paysage boisé.
Un hôtel dessiné par Ieoh Ming Pei s'y trouve, le Fragrant Hill Hotel.

## Illustrations

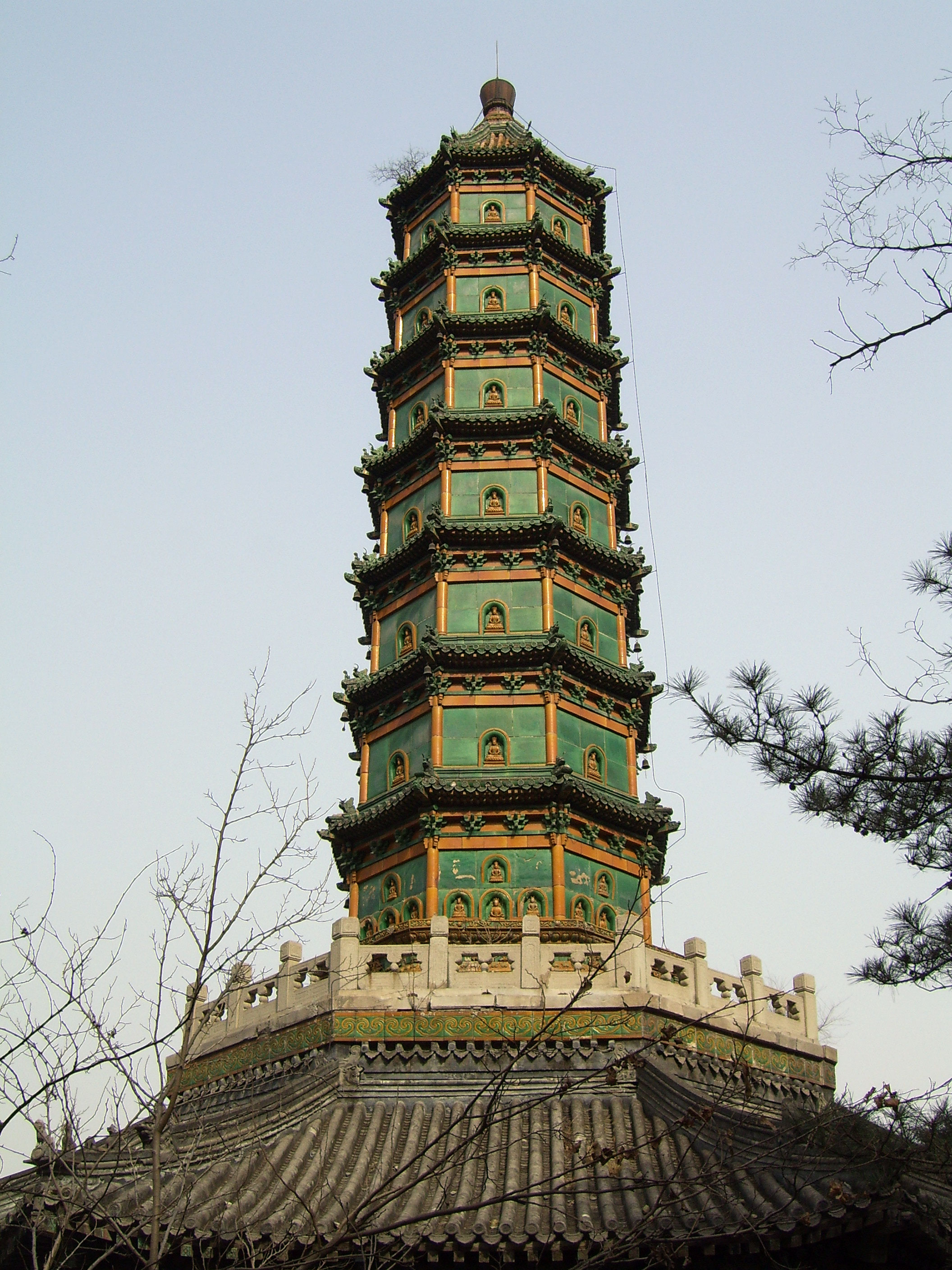
Pagode vernissée (琉璃塔)
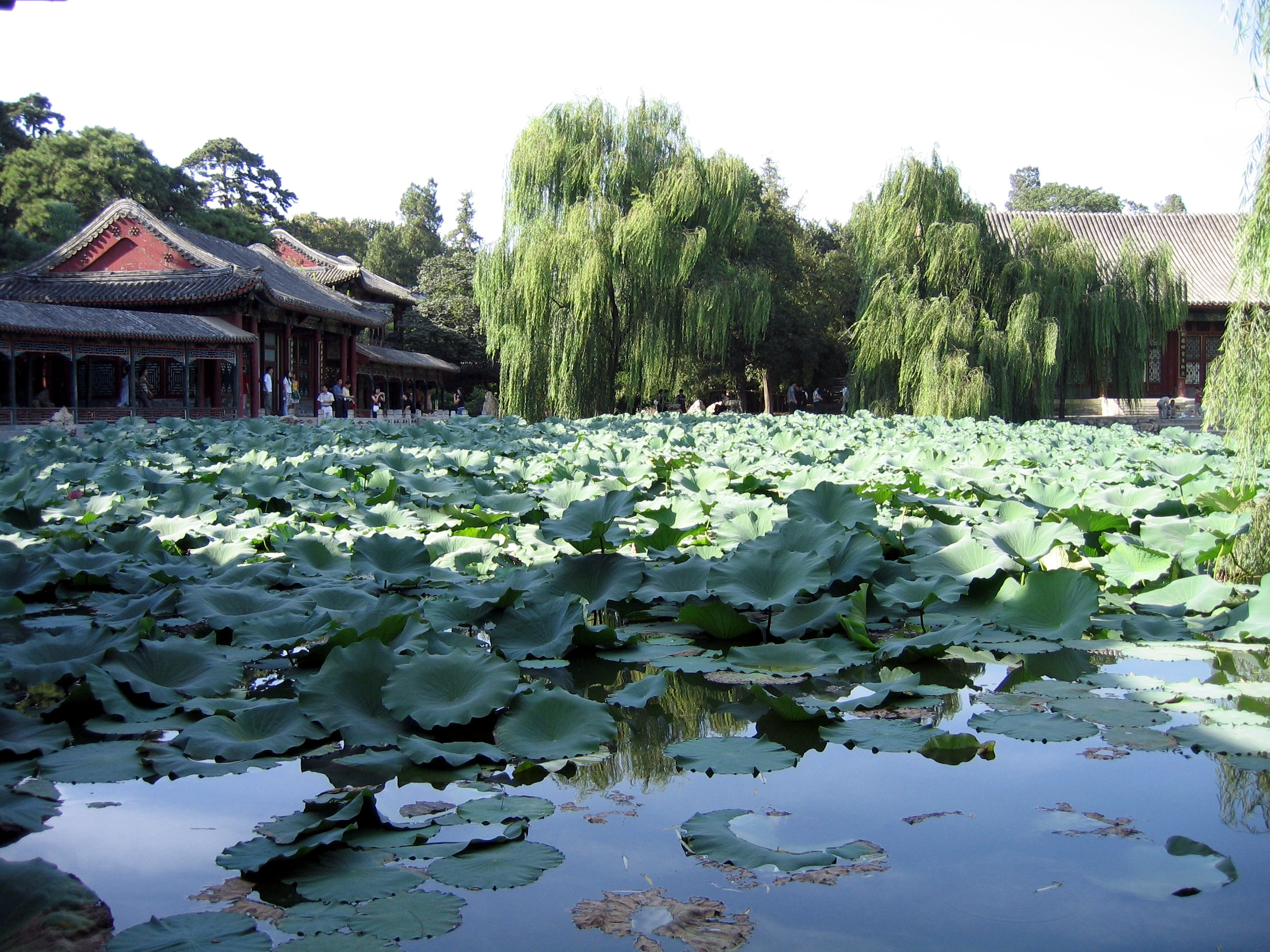
Jardin traditionnel
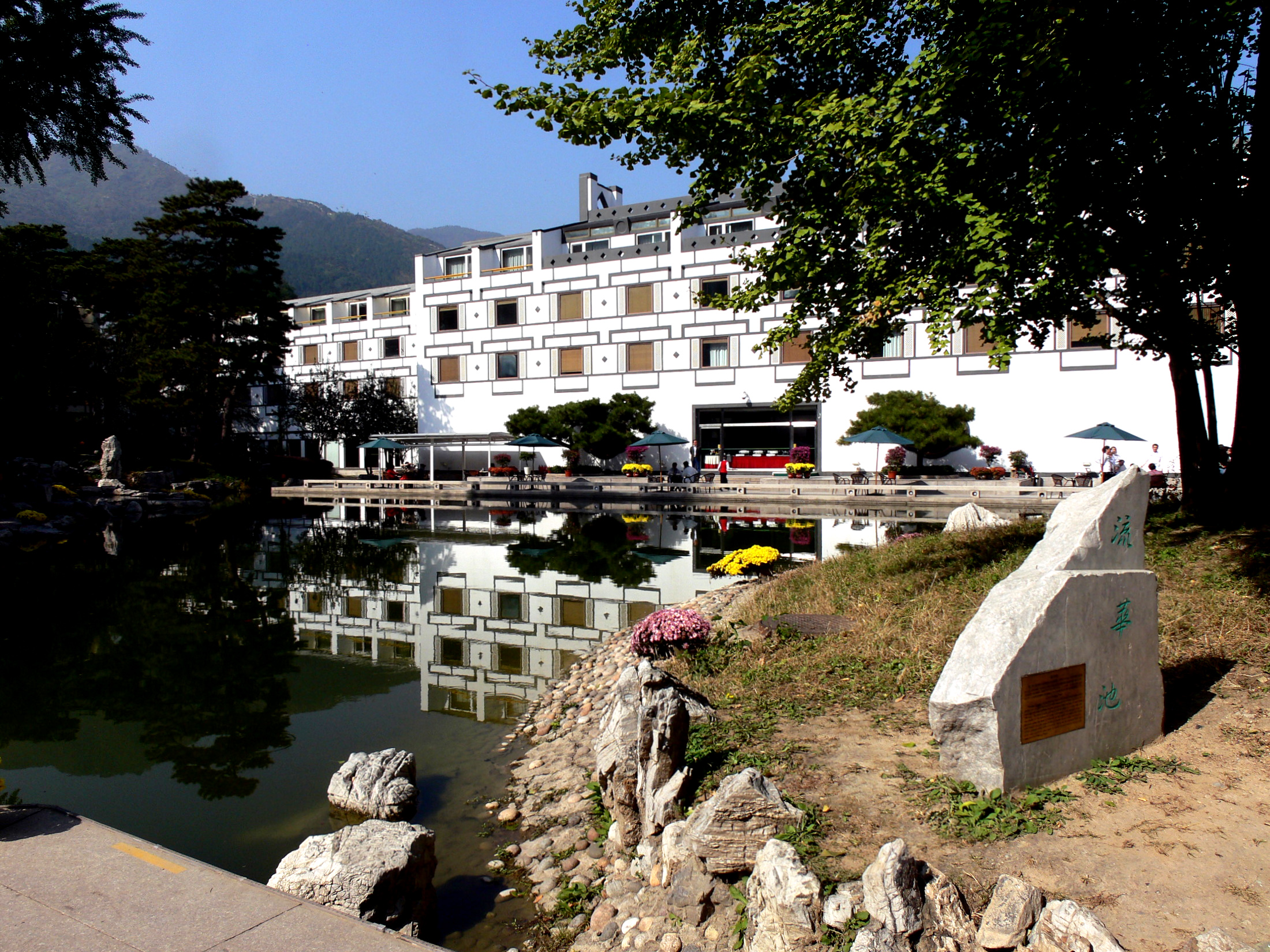
Fragrant Hill Hotel